# Síla života
Síla života (v anglickém originále The Homesman) je americko-francouzský filmový western z roku 2014. Režisérem filmu je Tommy Lee Jones. Hlavní role ve filmu ztvárnili Tommy Lee Jones, Hilary Swank, Grace Gummer, Miranda Otto a Sonja Richter.

## Obsazení
| Tommy Lee Jones  | George Briggs     |
| Hilary Swank     | Mary Bee Cuddy    |
| Grace Gummer     | Arabella Sours    |
| Miranda Otto     | Theoline Belknapp |
| Sonja Richter    | Gro Svendsen      |
| Meryl Streep     | Altha Carter      |
| John Lithgow     | Reverend Dowd     |
| James Spader     | Aloysius Duffy    |
| Tim Blake Nelson | Freighter         |
| William Fichtner | Vester Belknapp   |
| Evan Jones       | Bob Giffen        |